# Z-108弃城
《Z-108弃城》，是一部在2012年4月13日上映的台灣電影，由錢人豪編劇並擔任導演，姚采穎、戎祥、高捷、太保等主演。影片以虛構的末世台北西門町為背景，由於是台灣電影首度涉足「喪屍」題材，因此自2011年4月底開拍以來即備受關注。影片的拍攝資金利用了社交網站臉書向網友募捐的方式募集到大部分資金，在開拍時募得新台幣872萬。影片於2011年6月底殺青。官方網站宣佈將於2012年4月13日在台灣上映。

## 劇情敘述
《Z-108棄城》據電影內容，Z-108區已經被活屍成為佔據地，已被迫離棄這城鎮，因此而命名。
因為一場病毒意外，政府下令連夜撤離所有西門町的居民，然而昨晚狂歡的地下幫派根本不知道這件訊息；同時間、特種部隊正闖入，準備執行格殺命令，企圖瓦解盤據西門町區已久的黑社會組織，然而、角頭老大的親信小弟們卻突然變成活屍四處咬噬，頓時、西門町血肉橫飛，逼迫著互不信任的黑道、警察、特種部隊、還有平民們，不得不攜手逃出生天，然而表面雖然彼此合作，暗自裡卻仍勾心鬥角，甚至上演街頭格鬥、自相殘殺，最後活著的只有平民被另一隊特種保隊救起，不過另一名小孩在這Z-108區內失蹤。

## 演員陣容

### 主要角色
| 演員       | 角色         | 備註                         |
| 姚采穎     | Linda        | 模特兒，丈夫過世育有一個女兒 |
| 戎 祥      | －           | 黑幫老大                     |
| 王毓霖     | 嘟嘟         | 黑幫小弟，最後一個變活屍的人 |
| 高 捷      | 明           | SWAT指揮官                   |
| 嗩吶       | 奔跑外國人#1 | 賣毒品，玩跑酷               |
| 太 保      | －           | 特種部隊大隊長               |
| 杜宇航     | －           | SWAT隊員功夫高手             |
| 朱木炎     | －           | SWAT小隊長                   |
| 秦 偉      | －           | SWAT隊員                     |
| 林佳陵     | －           | SWAT隊員                     |
| 史克倫     | －           | 老大的老婆                   |
| 陳佳蕙     | －           | 逃難媽媽                     |
| 蘇品杰     | －           | 唯一生存的小男孩             |
| 仲村絢香   | 仲村         | 日本記者                     |
| 文 汶      | －           | 女記者                       |
| 錢人豪     | 變態佬       | 收集活屍和女人的變態         |
| 大西由希也 | 申太郞       | 殺人魔                       |
| 魏靖軒     | －           | 殺人魔女友                   |
| 樓學賢     | －           | 軍隊指揮官                   |

## 幕後團隊簡介
- 出品人：秦庠鈺、林紹文
- 聯合監製監製：梁宏志、林紹文、錢人豪、吳智弘
- 製片人：戎祥
- 導演：錢人豪
- 策劃：劉序浩
- 企劃：林松賢
- 編劇：錢人豪
- 製片：羅世軒
- 執行製片：施克勳
- 攝影：林育塘
- 燈光：莊季營
- 剪辑：莫亞麗
- 音樂指導：戴志光、蔣震道
- 影像後製及特效：傳翼數位影像股份有限公司

### 外景拍攝
- 台北市萬華區西門町

## 外部連結
- 電影《Z-108弃城》 官方網站
- 《Z-108弃城》的Facebook專頁
- Yahoo奇摩電影上《Z-108弃城》的資料（繁體中文）
- MSN娛樂上《Z-108弃城》的資料（繁體中文）

- 開眼電影網上《Z-108弃城》的資料（繁體中文）
- 豆瓣电影上《Z-108弃城》的資料 （简体中文）
- 时光网上《Z-108弃城》的資料（简体中文）
- 香港影庫上《Z-108弃城》的資料（繁體中文）
- 互联网电影数据库（IMDb）上《Z-108弃城》的资料（英文）